# SEMA3F
SEMA3F‏ (Semaphorin 3F) هوَ بروتين يُشَفر بواسطة جين SEMA3F في الإنسان.